# Виктор Ретлин
Виктор Ретлин (Кернс, 14. октобар 1974) швајцарски је атлетичар специјалиста за маратон.
На Европском првенству у Гетеборгу 2006. освојио је сребрну, а на Светском првенству у Осаки 2007. бронзану медаљу. То је прва медаља Швајцарске у маратону на Светским првенствима.
Учествовао је на Олимпијски играма у Сиднеју 2000, када је био 36, а на Играма у Атини 2004. није завршио трку.
Године 2007. на Циришком маратону поставио је рекорд Швајцарске у маратону у времену 2:08,19.

## Лични рекорди
- 3.000 метара — 8:00,43 — Будимпешта 	5. јун 1998
- 5.000 метара — 13:40,28 — Kassel 23. јун 1999
- 10.000 метара — 28:22,53 — Лисабон 1. април 2000
- 10 километара - 28:40 — Базел 25. новембар 2006
- Полумаратон — 1:02:16 — Милано 2. април 2006
- 25 километара — 1:15:35 — Токио 17. фебруар 2008
- Маратон — 2:07:23 — Токио — 17. фебруар 2008